# Antonio Di Pietro

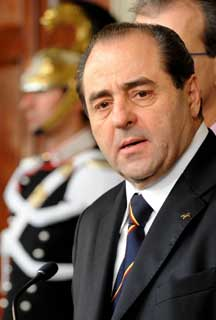
Antonio Di Pietro

Antonio Di Pietro (născut în Montenero di Bisaccia, regiunea Molise 2 octombrie 1950) este un om politic italian, fost ministru italian al infrastructurii in guvernul Prodi (2006 - 2008), fost membru al Parlamentului European în perioada 1999 - 2004 din partea Italiei. Di Pietro a fost, de asemenea, senator și procuror în anii timpurii 1990, când a fost cunoscut publicului italian sub pseudonimul de Mani Pulite.
În anul 1998 a fondat partidul cu orientare de centru-stânga Italia dei Valori (IDV ), iar în prezent este deputat. Este căsătorit și are trei copii.